# Jason Lewis
Jason Lewis (Newport Beach, 25 giugno 1971) è un attore e modello statunitense.

## Biografia
Il padre, Gregory, è un giudice, la madre Nancy è infermiera. Ha un fratello e due sorelle: Sean, Katie e Nicole.
Nato in California, la sua carriera inizia con un cameo nel popolare telefilm Beverly Hills 90210 nel 1997, ma il ruolo che lo fa conoscere al grande pubblico è quello di Smith, attore e modello che lega in una relazione stabile il personaggio di Samantha Jones, nel telefilm targato HBO Sex and the City. Terminato lo show, si unisce al cast di Streghe del canale the WB dove interpreta Dex Lawson, un potenziale amore per Phoebe.
Ha partecipato a sette episodi del telefilm Brothers & Sisters, dove interpreta un attore gay che non vuole rivelare la sua omosessualità. È stato fidanzato dal 2004 al 2006 con l'attrice Rosario Dawson. Nel 2007 ha ottenuto una parte nei film Mr. Brooks e Bobby Z, il signore della droga. Nel 2009 ha partecipato al film televisivo Nora Roberts - Un dono prezioso.
Dopo aver preso parte alla fiction italiana Mogli a pezzi con Giuliana De Sio e Manuela Arcuri, torna ad interpretare Smith nel film Sex and the City (2008) e nel sequel Sex and the City 2, entrambi tratti dall'omonima serie tv.

## Filmografia

### Cinema
- Prossima fermata Wonderland (Next Stop Wonderland), regia di Brad Anderson (1998)
- Kimberly, regia di Frederic Golchan (1999)
- The Jacket, regia di John Maybury (2005)
- Se scappi ti trovo (My Bollywood Bride), regia di Rajeev Virani (2006)
- Bobby Z - Il signore della droga (The Death and Life of Bobby Z), regia di John Herzfeld (2007)
- Mr. Brooks, regia di Bruce A. Evans (2007)
- Sex and the City, regia di Michael Patrick King (2008)
- Sex and the City 2, regia di Michael Patrick King (2010)
- Textuality, regia di Warren P. Sonoda (2011)
- Senza controllo (Running Wild), regia di Alex Ranarivelo (2017)

### Televisione
- Beverly Hills 90210 – serie TV, 4 episodi (1997)
- CSI: Miami – serie TV, episodio 2x07 (2003)
- Sex and the City – serie TV, 16 episodi (2003-2004)
- Streghe (Charmed) – serie TV, 6 episodi (2005)
- Six Degrees - Sei gradi di separazione (Six Degrees) – serie TV, 1 episodio (2006)
- Brothers & Sisters - Segreti di famiglia (Brothers & Sisters) – serie TV, 8 episodi (2006-2007)
- Dr. House - Medical Division (House, M.D.) – serie TV, episodi 4x13-4x14 (2008)
- CSI: Scena del crimine (CSI: Crime Scene Investigation) – serie TV, episodio 9x04 (2008)
- Mogli a pezzi – serie TV (2008)
- Nora Roberts - Un dono prezioso (Tribute), regia di Martha Coolidge – film TV (2009)
- So che ritornerai, regia di Eros Puglielli – film TV (2009)
- How I Met Your Mother – serie TV, episodio 5x23 (2010)
- If There Be Thorns, regia di Nancy Savoca – film TV (2015)
- Seeds of Yesterday, regia di Shawn Ku – film TV (2015)
- Animal Kingdom – serie TV, episodio 1x04 (2016)
- Midnight, Texas – serie TV, 19 episodi (2017-2018)

## Doppiatori italiani
Nelle versioni in italiano delle opere in cui ha recitato, Jason Lewis è stato doppiato da:
- Riccardo Niseem Onorato in Sex and the city, Sex and the city (film), Sex and the city 2, Brothers and sisters, Bobby Z - Il signore della droga, Mogli a pezzi, So che ritornerai
- Giorgio Borghetti in Streghe
- Gianfranco Miranda in Mr. Brooks
- Oreste Baldini in CSI: Miami
- Fabio Boccanera in Dr. House - Medical Division
- Mauro Gravina in CSI - Scena del crimine
- Lorenzo Scattorin in How I Met Your Mother
- Simone D'Andrea in Midnight, Texas